# Banjo-Kazooie
Aquest article tracta sobre el videojoc de N64, podeu veure la la saga sencera.
Banjo-Kazooie és un videojoc en 3D del gènere de les plataformes per a la Nintendo 64. Va ser desenvolupat per Rareware (Rare) i publicat per Nintendo el 1998. Conegut pel nom del projecte Dream fins que en la seva primera demostració a l'E³ de 1997, va rebre una quantitat significativa de remors, en part a causa de ser posat com el joc que seria de N64 el que Donkey Kong Country era a la SNES en termes d'un avenç en gràfics. Originalment, va ser suposat que seria llançat com un joc de dia de festa de Nintendo d'Amèrica per 1997 amb una promoció al costat d'una joguina en Tac Bell, però Rare va decidir retardar el joc diversos mesos. Diddy Kong Racing va prendre el seu lloc i amb Banjo com a personatge seleccionable en el joc, la qual cosa li va donar una bolcada a la franquícia de Donkey Kong. Banjo-Kazooie arribaria a convertir-se en un dels jocs més populars de la consola.
Les estrelles del joc són un os i una au, Banjo i Kazooie, qui emprenen la recerca per la germana d'en Banjo, Tooty, qui va ser segrestada per la bruixota Gruntilda. Al llarg del viatge, Banjo i Kazooie rebran l'ajuda de Mumbo Jumbo el xamà i Bottles el talp, així com d'altres personatges amb papers més petits.
En les Interactive Achievement Awards de 1999, Banjo-Kazooie va guanyar les categories "Console Action/Adventure" i "Art Direction", i va ser nomenat per al "Console Adventure Game of the Year" i el "Game of the Year".
La banda sonora de Banjo-Kazooie, composta per Grant Kirkhope, va sortir al mercat en CD d'edició limitada.

## Història
La història comença un dia a la zona de Spiral Mountain (La Muntanya Espiral), la qual és habitada per en Banjo, en Kazooie, en Bottles i diverses altres criatures, incloent gegants pastanagues saltaries i altres vegetals. En aquest matí particular, mentre que el sol brilla i la fauna prospera, en Banjo jeu dormit roncant en el seu llit mentre la seva germana Tooty espera que aquest vagi a la recerca d'aventures amb ella.
Mentrestant, la bruixota Gruntilda admira la seva bellesa usant el seu calder com a mirall; encara que sigui la més lletja de totes, ella segueix convençuda que és la dona més encantadora de la Terra. Pregunta al seu calder màgic, Dingpot, si ella és de fet la més bella de totes, segura que sentirà el seu propi nom; Dingpot li contesta que no és ella sinó Tooty qui és la més encantadora de la terra. Gruntilda enfurida es va disposar a anar a la casa d'en Banjo per a segrestar a la seva germana i poder robar-li la seva bellesa.
Mentrestant, a fora de la casa d'en Banjo, Tooty parlava amb Bottles el talp, quan Gruntilda surt feta un bòlid del seu cau sobre la seva escombra i es duu la Tooty elevant-la per l'aire, que no va poder lluitar. Banjo, per descomptat, es troba dormint en el seu llit, fins que en Kazooie el desperta. Però quan ambdós surten s'assabenten que Gruntilda s'ha allunyat volant amb la Tooty a coll. Després d'assabentar-se del succeït mitjançant Bottles, els dos comencen el seu viatge dalt de l'Spiral Mountain i endinsant-se en el Cau de la Gruntilda per a salvar a la perduda germana d'en Banjo.

## Mecànica de joc ojugabilitat

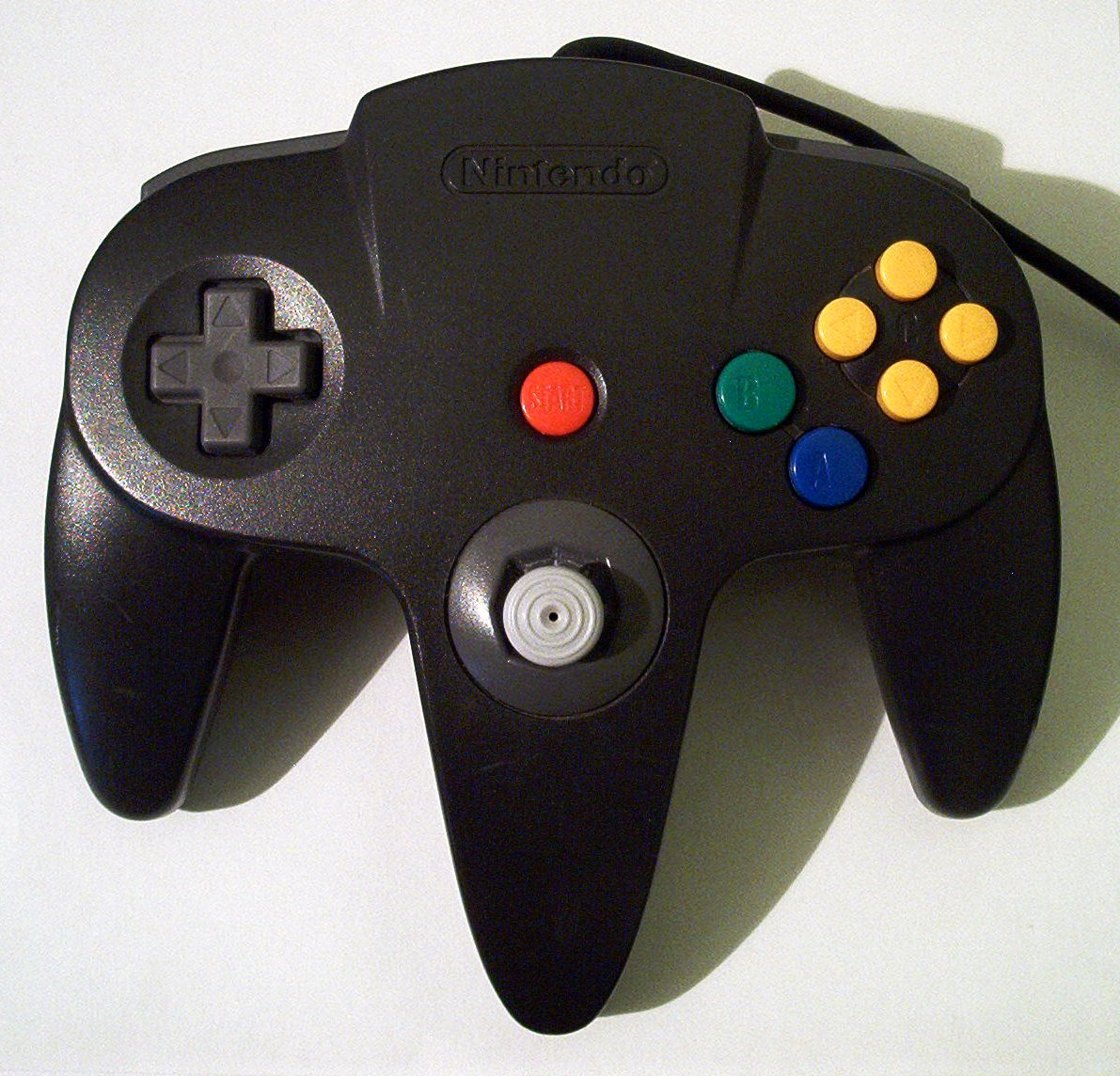
Controlador de joc, tal com s'utilitza per operar Banjo-Kazooie. Els controls del mig i del costat dret s'utilitzen principalment per jugar.

Banjo-Kazooie adopta certes característiques del títol que va estrenar la Nintendo 64 Super Mario 64. Per exemple, el jugador ha d'explorar un món 3D no lineal i recollir peces amb la forma de "Jigsaws" (com les "estrelles" de Super Mario 64, però aquestes són peces de trencaclosques) per a obrir nous mons. Mentre alguns consideren Banjo-Kazooie una evolució de Super Mario 64, uns altres van criticar la falta d'innovació en el títol per part de Rare.
No obstant això, cal destacar característiques que van ser noves per a l'època com l'habilitat de Banjo i Kazooie de transformar-se amb l'ajuda dels poders màgics de Mumbo per convertir-se en criatures com una tèrmit, un cocodril, una abella, una carabassa i una morsa. També cal destacar la possibilitat d'utilitzar els poders de dos personatges combinats, la gran il·luminació, la música que canvia dinàmicament d'estil reflectint la tensió i el perill del moment, i l'habilitat dels personatges d'aprendre nous moviments (ensenyats pel seu amic Bottles).
Com al Super Mario 64, els jugadors s'introdueixen en els mons a la recerca de les peces perdudes. Hi ha tres tipus de peces que ajuden al jugador en el seu progrés a través del joc. Aquestes peces són les peces de Jigsaw, les notes musicals i les peces de Mumbo. Les primeres, les peces de Jigsaw, són peces d'un trencaclosques que ens ajudaran a obrir nous mons. Hi ha deu peces en cada món: nou d'elles s'han de buscar i trobar mentre que l'altra s'aconsegueix després de trobar als cinc personatges Jinjo que es troben en el món. Les segones, les peces musicals, obren les portes que necessiten notes màgiques en el castell de Gruntilda. Hi ha 100 notes a cada món i en total unes 900. Les terceres, les peces de Mumbo, concedeixen al jugador transformacions màgiques en la barraca de Mumbo. La barraca es troba a prop de terrenys només explorables gràcies a les transformacions màgiques.
A més de les peces principals, el jugador pot recollir altres objectes, que poden ser usats per a resoldre trencaclosques i vèncer enemics. El talp Bottles ensenya en Banjo i la Kazooie com utilitzar els objectes. Aquests són: els ous, les plomes vermelles i les plomes daurades, podent acumular una quantitat màxima de 100, 50 i 10 respectivament. Els ous són llançats com projectils o llançats des de l'esquena de Kazooie. Les plomes vermelles són usades per a volar i realitzar atacs aeris mentre que les plomes daurades tenen l'atac més poderós, el "WonderWing", el qual fa invencible al jugador per un poc de temps i pot eliminar a qualsevol enemic o eludir zones de perill.
A més, existeixen uns objectes estranys els quals s'usen especialment en la resolució de trencaclosques: les "Wading Boots", les quals s'utilitzen per a creuar terrenys perillosos, i les "Running Shoes", les quals atorguen velocitat extra, freqüentment a la meitat d'una carrera o per als trencaclosques contra-rellotge.
Finalment, hi ha uns objectes d'ajuda com les vides extres, que té forma d'estàtua daurada d'en Banjo, i les "Honeycomb energy", les quals incrementen la salut del jugador que pot trobar-se en qualsevol nivell i permet guanyar un hexàgon més de vida.

## Personatges
- Banjo, el protagonista.
- Kazooie, la coprotagonista.
- Tooty, la germana d'en Banjo.
- Bottles, el talp que ajuda als protagonistes a la seva aventura.
- Mumbo Jumbo, el xamà.
- Gruntilda, la bruixota.
- Brentilda, la germana bona de Gruntilda.
- Klungo, el deforme ajudant de Gruntilda.
- Cheato, el llibre de trucs.

## Mons/Nivells
Existeixen nou mons principals (o nivells) a Banjo-Kazooie, encara que la major part del joc transcorre fora d'ells, a Gruntilda's Lair (El Cau de la Gruntilda). Aquests són, en ordre:
Spiral Mountain (La Muntanya Espiral): Encara que no és un món en el mateix sentit que els altres, el joc comença aquí, després que laTooty és segrestada. Banjo i Kazooie primer deuen aprendre alguns moviments bàsics en aquesta zona abans de poder entrar a Gruntilda's Lair.
En els jocs de Banjo i Kazooie, Spiral Mountain és la llar de molts personatges, incloent en Banjo. La casa d'en Banjo es troba en la part exterior de Spiral Mountain. Però Spiral Mountain no és només la casa d'en Banjo. És també on viu Grunty, en el seu cau conegut com a Grunty's Lair. A Banjo-Kazooie és gràcies a aquesta cau que en Banjo pogués entrar als mons en els quals s'ha d'aventurar. Spiral Mountain obté el seu nom de la muntanya en forma d'espiral que es troba en el centre del lloc, al voltant de la qual hi ha un llac.
Abans de l'estrena de Banjo-Kazooie, molts fans remorejaven que Spiral Mountain parteix del Northern Kremisphere de Donkey Kong Country 3. Aquesta teoria prové probablement d'una altra suposada teoria que al·legava que en Banjo és un dels Brothers Bear, car ambdós comparteixen un disseny similar (amb l'excepció que les arpes davanteres d'en Banjo no tenen pèl.) No obstant això, després que Banjo-Tooie va estar a la venda, va ser confirmat que Spiral Mountain era en realitat una part de Isle O' Hags (L'Illa de les Bruixotes.) El fet que els altres mons oposats a Gruntilda's Lair també estiguin a Isle O' Hags és desconegut, no obstant això, es pot assumir que no ho estan, veient com el jugador és "transportat" als mons, entrant en ells, contrari que el jugador simplement entre al nivell (havent-lo arribat a físicament.) A més, la vista des del cel (a Cloud Cuckooland) de Isle O'Hags també refuta aquesta teoria, car no sembla haver característiques geològiques que ens recordin els mons de Banjo-Kazooie (Treasure Trove Cove seria òbviament visible, car és una illa)
Mumbo's Mountain (La Muntanya de Mumbo): És el món més petit, el qual, en la seva major part, serveix de terreny d'entrenament per als moviments bàsics com nedar, botar, escalar i altres. Aquest és el nivell on es coneix a Mumbo Jumbo.
Transformació: Tèrmit
Treasure Trove Cove (L'Ancorada del Tresor Ocult): Es desenvolupa en una assolellada illa sorrenca. El tauró Snacker (que pot ser eliminat, però després torna, així que és invencible) apareix a l'aigua envoltant l'illa central si Banjo i Kazooie hi cauen. Snacker torna a aparèixer en Rusty Bucket Bay, en una part aïllada de la badia. A TTC també habita l'hipopòtam pirata (enamorat de l'or i, aparentment hidròfob) anomenat Captain Blubber (Capità Gresós o Capità Balbucejant), qui també fa una aparició al final de Banjo-Kazooie i per Banjo-Tooie.
Clanker's Cavern (La Caverna d'en Clanker): La llarga zona metàl·lica, humida i freda on habita una gegantesca balena mecànica anomenada Clanker, que funciona com a triturador d'escombraries (per al seu disgust). Gran part d'aquest nivell es desenvolupa dintre del seu estómac.
Bubblegloop Swamp (El Pantà Burbucejant): El món-pantà habitat per piranyes, granotes i un amenaçador caiman, Mr. Vile (Sr. Vil), qui resideix dintre d'un enorme cap de caiman.
Transformació: Cocodril
Freezeezy Peak (El Bec Congelat): El món nevat amb temàtica nadalenca amb un gegantesc home de neu al mig. És la llar de Boggy l'os i els seus fills, qui interpreten un paper important en Banjo-Tooie.
Transformació: Morsa
Gobi's Valley (La Vall de Gobi): Un món-desert amb temàtica egípcia amb tot i piràmides; el camell cridat Gobi és primordial en la història d'aquesta àrea. No s'esmenta si el desert es diu així pel camell o viceversa. Gobi apareix diverses vegades en Banjo-Kazooie i la seva seqüela.
Mad Monster Mansion (La Mansió dels Monstres Bojos): El món de temàtica de Halloween amb una casa encantada, esquelets, fantasmes, làpides, així com altres canalles rondant per aquí. En aquest món també es troba un excusat parlant cridat Loggo qui torna a Banjo-Tooie.
Transformació: Carabassa
Rusty Bucket Bay (La Badia de la Galleda Oxidada): Dissenyat com un port, centrat al voltant del llarg vaixell mercant que dona nom a la fase, el "Rusty Bucket". L'aigua d'aquest món està contaminada i consumeix el subministrament d'aire al doble de ràpid del normal. Aquest nivell és considerat per molts com el més difícil del joc.
Clic Clock Wood (El Bosc del Rellotge Tic-Tac): Centrat al voltant d'un arbre gegantesc, pot ser jugat durant les quatre estacions de l'any, amb diferents obstacles i objectius que complir (Considerat un dels favorits pels fans) Gobi s'apareix de nou en aquest nivell.
Transformació: Abella
Segons el planejat s'anaven a incloure més nivells, que van ser eliminats abans de l'estrena del joc. Alguns d'ells són:
- Fungus Forest (El Bosc Fong): Es pot veure una foto d'aquest lloc a casa d'en Banjo, al costat del seu llit. En canvi va ser utilitzat en Donkey Kong 64 com a Fungi Forest.

- Hammerhead Beach (La Platja Cap de Martell): Es pot veure una foto d'aquest lloc a casa de Banjo, sobre el prestatge.

- Mount Fire Eyes (Munti Ulls de Foc): Es creu que l'entrada al nivell se suposa que estaria en la cambra de rentar en Gruntilda's Lair. Alguns diuen que va ser la inspiració per al costat de foc de Hailfire Peaks a Banjo-Tooie.

## Aparicions i curiositats
- A Clic Clock Wood, Banjo i Kazooie van conèixer a un personatge anomenat Gnawty el Castor. Aquest personatge és també un enemic en els jocs de Donkey Kong, realitzat també per Rareware. El Gnawty d'aquest joc es veu molt similar als de Donkey Kong 64, només que la seva pell és més fosca, però no blava, encara que a Donkey Kong Country 1 apareixen Gnawtys cafès.

- Tiptup apareix a Bubblegloop Swamp. Tiptup era un dels corredors de Diddy Kong Racing, un videojoc de curses de 1997 on també va sortir en Banjo com personatge per triar. Tiptup també apareix a Banjo-Tooie.

- Una fotografia primerenca de Donkey Kong 64 mostra els caps de Banjo i Kazooie a la dutxa de la casa de l'arbre de Donkey Kong. No obstant això, la dutxa va ser eliminada abans de l'estrena del joc.

- Els caps de Banjo (com un trofeu sobre la xemeneia) i Kazooie (com el mànec d'un paraigües) es poden observar en el joc de Rare Conker's Bad Fur Day (per la Nintendo 64, classificat Mature.)

- En el joc de Microsoft per Xbox Grabbed by the Ghoulies, en el vestíbul es poden veure monstruoses versions dels caps de Banjo i Kazooie. El joc també ens mostra moltes fotos i articles graciosos patrocinats pels personatges del joc. També es creu que el peix daurat en el saló de classes és Roysten, el mateix peix que Banjo va tenir com a mascota, i que sempre és maltractat i/o cuinat a través de la franquícia.

## Continuacions
- Banjo-Tooie - Nintendo 64 (2000)

- Banjo-Kazooie: Grunty's Revenge - GBA (2003)

- Banjo-Kazooie 3 - Nintendo DS o Xbox 360 (2006)

També va existir un joc d'estil a Mario Kart (similar a Diddy Kong Racing de Rare) per la Game Boy Advance titulat Banjo Pilot i estrenat el 2005. Fins i tot hi ha remors sobre altre joc de Banjo-Kazooie programat per a sortir a la venda en la nova consola de Microsoft, l'Xbox 360, i que durà el nom de Banjo Threeie.
El 30 de novembre de 2005, la revista Electronic Gaming Monthly (EGM) va remorejar que Rare està treballant en dos nous títols per la Nintendo DS, i que un d'ells prendrà com a escenari l'univers de Banjo-Kazooie. No obstant això, àdhuc no es coneix si aquest és un joc de l'estil de Banjo Kazooie o si representarà un gir total per a la sèrie.
El 2016 sortirà un successor espiritual del joc per a diverses plataformes, anomenat Yooka-Laylee.